# 靈戈爾德 (內布拉斯加州)
靈戈爾德（英語：Ringgold）是位於美國內布拉斯加州麥克弗森縣的非建制地區。

## 歷史
靈戈爾德的郵局於1906年設立，其後於1967年停運。

## 地理
靈戈爾德所處的海拔為高於海平面968米（即3176英呎），而該地所採用的時區為UTC-6，即北美中部时区（CST）。同時該地設有夏令時間，為UTC-6調快一小時，即UTC-5（CDT）。